# Liste der Mitglieder im 8. Inatsisartut
Das 8. Inatsisartut wurde nach der Parlamentswahl in Grönland 2002 gebildet und war bis 2005 im Amt.

## Aufbau
- IA: 8
- S: 10
- D: 5
- A: 7
- KP: 1

- IA: 8
- S: 12
- D: 5
- A: 5
- KP: 1

| Partei | Partei            | Abgeordnete zu Beginn der Legislaturperiode | Abgeordnete zum Ende der Legislaturperiode | Abgänge                                           | Zugänge                                            |
| ------ | ----------------- | ------------------------------------------- | ------------------------------------------ | ------------------------------------------------- | -------------------------------------------------- |
|        | Siumut            | 10                                          | 12                                         | Mikael Petersen                                   | Isak Davidsen Otto Jeremiassen Per Rosing-Petersen |
|        | Inuit Ataqatigiit | 8                                           | 8                                          | keine                                             | keine                                              |
|        | Atassut           | 7                                           | 5                                          | Isak Davidsen Otto Jeremiassen Jensine Berthelsen | Godmand Rasmussen                                  |
|        | Demokraatit       | 5                                           | 5                                          | keine                                             | keine                                              |
|        | Kattusseqatigiit  | 1                                           | 1                                          | keine                                             | keine                                              |
| Gesamt | Gesamt            | 31                                          | 31                                         |                                                   |                                                    |

## Parlamentspräsidium
|                     | 14. Dezember 2002 – 20. Januar 2003                                                  | 20. Januar 2003 – 31. Oktober 2003                                                   | 31. Oktober 2003 – 17. September 2004                                           | 17. September 2004 – 23. September 2005                                         | 23. September 2005 – 1. Dezember 2005 |
| ------------------- | ------------------------------------------------------------------------------------ | ------------------------------------------------------------------------------------ | ------------------------------------------------------------------------------- | ------------------------------------------------------------------------------- | ------------------------------------- |
| Vorsitzender        | Jonathan Motzfeldt (Siumut)                                                          | Jonathan Motzfeldt (Siumut) Suppleant: Jørgen Wæver Johansen (Siumut)                | Jonathan Motzfeldt (Siumut) Suppleant: Isak Davidsen (Siumut)                   | Jonathan Motzfeldt (Siumut) Suppleant: Isak Davidsen (Siumut)                   | Jonathan Motzfeldt (Siumut)           |
| 1. Vizevorsitzender | Simon Olsen (Siumut) Suppleant: Ole Dorph (Siumut)                                   | Isak Davidsen (Atassut) Suppleant: Ellen Kristensen (Atassut)                        | Per Rosing-Petersen (Siumut) Suppleant: Enos Lyberth (Siumut)                   | Finn Karlsen (Atassut) Suppleant: Jakob Sivertsen (Atassut)                     | ?                                     |
| 2. Vizevorsitzender | Finn Karlsen (Atassut) Suppleant: Augusta Salling (Atassut)                          | Per Rosing-Petersen (Siumut) Suppleant: Ole Dorph (Siumut)                           | Aqqaluk Lynge (Inuit Ataqatigiit) Suppleant: Agathe Fontain (Inuit Ataqatigiit) | Aqqaluk Lynge (Inuit Ataqatigiit) Suppleant: Agathe Fontain (Inuit Ataqatigiit) | ?                                     |
| 3. Vizevorsitzender | Aqqaluk Lynge (Inuit Ataqatigiit) Suppleant: Henriette Rasmussen (Inuit Ataqatigiit) | Aqqaluk Lynge (Inuit Ataqatigiit) Suppleant: Henriette Rasmussen (Inuit Ataqatigiit) | Augusta Salling (Siumut) Suppleant: Otto Jeremiassen (Atassut)                  | Doris Jakobsen (Siumut) Suppleant: Enos Lyberth (Siumut)                        | ?                                     |
| 4. Vizevorsitzender | Per Berthelsen (Demokraatit) Suppleant: Astrid Fleischer Rex (Demokraatit)           | Per Berthelsen (Demokraatit) Suppleant: Astrid Fleischer Rex (Demokraatit)           | Per Berthelsen (Demokraatit) Suppleant: Astrid Fleischer Rex (Demokraatit)      | Per Berthelsen (Demokraatit) Suppleant: Astrid Fleischer Rex (Demokraatit)      | ?                                     |

## Abgeordnete
Es wurden folgende Personen gewählt. Personen, die zum Ende der Legislaturperiode nicht mehr im Amt waren, sind grau markiert:
| Mitglied              | Geburtsjahr | Partei | Partei            | Anmerkung                                                                  |
| --------------------- | ----------- | ------ | ----------------- | -------------------------------------------------------------------------- |
| Ole Dorph             | 1955        |        | Siumut            |                                                                            |
| Hans Enoksen          | 1956        |        | Siumut            |                                                                            |
| Ruth Heilmann         | 1945        |        | Siumut            |                                                                            |
| Doris Jakobsen        | 1978        |        | Siumut            |                                                                            |
| Jørgen Wæver Johansen | 1972        |        | Siumut            | Minister im Kabinett Enoksen III, zurückgetreten am 15. April 2005         |
| Enos Lyberth          | 1931        |        | Siumut            |                                                                            |
| Jonathan Motzfeldt    | 1938        |        | Siumut            | Parlamentspräsident                                                        |
| Jens Napaattooq       | 1966        |        | Siumut            | Minister im Kabinett Enoksen III vom 19. Januar 2004 bis zum 26. Juni 2005 |
| Simon Olsen           | 1938        |        | Siumut            |                                                                            |
| Mikael Petersen       | 1956        |        | Siumut            | ausgetreten am 6. April 2004                                               |
| Agathe Fontain        | 1951        |        | Inuit Ataqatigiit |                                                                            |
| Ane Hansen            | 1961        |        | Inuit Ataqatigiit |                                                                            |
| Kuupik Kleist         | 1958        |        | Inuit Ataqatigiit |                                                                            |
| Aqqaluk Lynge         | 1947        |        | Inuit Ataqatigiit |                                                                            |
| Josef Motzfeldt       | 1941        |        | Inuit Ataqatigiit |                                                                            |
| Asii Chemnitz Narup   | 1954        |        | Inuit Ataqatigiit | Ministerin im Kabinett Enoksen III                                         |
| Johan Lund Olsen      | 1958        |        | Inuit Ataqatigiit | Minister im Kabinett Enoksen III                                           |
| Henriette Rasmussen   | 1950        |        | Inuit Ataqatigiit |                                                                            |
| Jensine Berthelsen    | 1963/64     |        | Atassut           | ausgetreten am 13. September 2004                                          |
| Isak Davidsen         | 1953        |        | Atassut/Siumut    | Parteiwechsel 2003                                                         |
| Otto Jeremiassen      | 1961        |        | Atassut/Siumut    | Parteiwechsel am 1. Januar 2004                                            |
| Finn Karlsen          | 1952        |        | Atassut           |                                                                            |
| Ellen Kristensen      | 1972        |        | Atassut           |                                                                            |
| Augusta Salling       | 1954        |        | Atassut           |                                                                            |
| Jakob Sivertsen       | 1943        |        | Atassut           |                                                                            |
| Per Berthelsen        | 1950        |        | Demokraatit       |                                                                            |
| Palle Christiansen    | 1973        |        | Demokraatit       |                                                                            |
| Marie Fleischer       | 1980        |        | Demokraatit       |                                                                            |
| Astrid Fleischer Rex  | 1954        |        | Demokraatit       |                                                                            |
| Per Skaaning          | 1968/69     |        | Demokraatit       |                                                                            |
| Anthon Frederiksen    | 1953        |        | Kattusseqatigiit  |                                                                            |

Folgende Mitglieder der Siumut kamen als Nachrücker ins Parlament:
| Name                | Geburtsjahr | 2003 (4) | 13. Sep. 2003? – 19. Jan. 2004 (1) | 19. Jan 2004 – 6. Apr. 2004 (2) | 6. Apr. 2004 – 15. Okt. 2004 (3) | 15. Okt. 2004 – 11. Nov. 2004 (4) | 11. Nov. 2004 – 2005 (3) | 2005 (4)            | 2005 – 15. Apr. 2005 (3) | 15. Apr. 2005 – 26. Jun. 2005 (2) | 26. Jun. 2005 – 15. Nov. 2005 (1) |
| ------------------- | ----------- | -------- | ---------------------------------- | ------------------------------- | -------------------------------- | --------------------------------- | ------------------------ | ------------------- | ------------------------ | --------------------------------- | --------------------------------- |
| Per Rosing-Petersen | 1961        | für ?    | für Minister                       | für Minister                    | für Mikael Petersen              | für Mikael Petersen               | für Mikael Petersen      | für Mikael Petersen | für Mikael Petersen      | für Mikael Petersen               | für Mikael Petersen               |
| Ole Thorleifsen     | 1961        | für ?    | —                                  | für Minister                    | für Minister                     | für Minister                      | für Minister             | für Minister        | für Minister             | für Minister                      | —                                 |
| Kalistat Lund       | 1959        | für ?    | —                                  | —                               | für Minister                     | für Minister                      | für Minister             | für Minister        | für Minister             | —                                 | —                                 |
| Kiista P. Isaksen   | 1972        | für ?    | —                                  | —                               | —                                | für Ole Dorph                     | —                        | für ?               | —                        | —                                 | —                                 |

Folgende Mitglieder der Atassut kamen als Nachrücker ins Parlament:
| Name              | Geburtsjahr | 2003 (1) | 16. Apr. 2004 – 10. Mai 2004 (1) | 10. Mai 2004 – 13. Sep. 2004 (0) | 13. Sep. 2004 – 8. Okt. 2004 (1) | 8. Okt. 2004 – 28. Okt. 2004 (2) | 28. Okt. 2004 – 2005 (1) | 2005 (3)               | 2005 – 15. Nov. 2005 (1) |
| ----------------- | ----------- | -------- | -------------------------------- | -------------------------------- | -------------------------------- | -------------------------------- | ------------------------ | ---------------------- | ------------------------ |
| Godmand Rasmussen | 1939/40     | für ?    | für Jensine Berthelsen           | —                                | für Jensine Berthelsen           | für Jensine Berthelsen           | für Jensine Berthelsen   | für Jensine Berthelsen | für Jensine Berthelsen   |
| Knud Kristiansen  | 1971        | —        | —                                | —                                | —                                | für Finn Karlsen                 | —                        | für ?                  | —                        |
| Arĸalo Abelsen    | 1946        | —        | —                                | —                                | —                                | —                                | —                        | für ?                  | —                        |

Folgende Mitglieder der Inuit Ataqatigiit kamen als Nachrücker ins Parlament:
| Name                  | Geburtsjahr | 2003 (5)      | 13. Sep. 2003? – 20. Sep. 2004 (2) | 20. Sep. 2004 – 24. Sep. 2004 (3) | 24. Sep. 2004 – 15. Nov. 2005 (2) |
| --------------------- | ----------- | ------------- | ---------------------------------- | --------------------------------- | --------------------------------- |
| Aqqalukasik Kanuthsen | 1953        | für ?         | für Minister                       | für Minister                      | für Minister                      |
| Georg Olsen           | 1974        | für ?         | für Minister                       | für Minister                      | für Minister                      |
| Simon Lennert         | 1964        | — (unbekannt) | —                                  | für Aqqaluk Lynge                 | —                                 |
| Vilhelm Christiansen  | 1940        | für ?         | —                                  | —                                 | —                                 |
| Kiista Lynge Høegh    | 1959        | für ?         | —                                  | —                                 | —                                 |
| Ole Lynge             | 1956        | für ?         | —                                  | —                                 | —                                 |

Folgende Mitglieder der Demokraatit kamen als Nachrücker ins Parlament:
| Name                     | Geburtsjahr | 2003 (0) | 17. Sep. 2004 – 18. Okt. 2004 (1) | 18. Okt. 2004 – 2005 (0) | 2005 (1)      | 2005 – 15. Nov. 2005 (0) |
| ------------------------ | ----------- | -------- | --------------------------------- | ------------------------ | ------------- | ------------------------ |
| Jørgen-Ole Nyboe Nielsen | 1948        | —        | — (unbekannt)                     | —                        | — (unbekannt) | —                        |
| Andreas Dalager          | 1952/53     | —        | für Marie Fleischer               | —                        | für ?         | —                        |

Folgende Mitglieder der Kattusseqatigiit kamen als Nachrücker ins Parlament:
| Name                 | Geburtsjahr | 2003 (1)               | 16. Apr. 2004 – 19. Mai 2004 (1) | 19. Mai 2004 – 25. Okt. 2004 (0) | 25. Okt. 2004 – 28. Okt. 2004 (1) | 28. Okt. 2004 – 2005 (0) | 2005 (1)               | 2005 – 15. Nov. 2005 (0) |
| -------------------- | ----------- | ---------------------- | -------------------------------- | -------------------------------- | --------------------------------- | ------------------------ | ---------------------- | ------------------------ |
| Mads Peter Grønvold  | 1965/66     | für Anthon Frederiksen | für Anthon Frederiksen           | —                                | — (unbekannt)                     | —                        | — (unbekannt)          | —                        |
| Lars Erik Gabrielsen | 1967/68     | —                      | —                                | —                                | — (unbekannt)                     | —                        | — (unbekannt)          | —                        |
| Villy Olsvig         | 1963/64     | —                      | —                                | —                                | für Anthon Frederiksen            | —                        | für Anthon Frederiksen | —                        |

Hinweis: Die Übersicht umfasst alle Personen, die tatsächlich während der Legislaturperiode im Parlament saßen, auch wenn die jeweiligen Zeiträume wegen fehlender Daten teils unbekannt oder unsicher sind.